# The Tracey Fragments
Pour plus de détails, voir Fiche technique et Distribution.
The Tracey Fragments est un film canadien réalisé par Bruce McDonald, sorti en salles en 2007.

## Synopsis
Tracey, adolescente de 15 ans, est assise à l'arrière d'un autobus, nue sous un rideau de douche, se remémorant les circonstances à l'origine de cette singulière situation. Aux prises avec un père violent et une mère dépressive qui consomme avec frénésie médicaments et télévision, elle doit veiller sur son jeune frère Sonny, à qui elle impose parfois des séances d'hypnose. À l'école, rejetée de tous et humiliée, Tracey succombe aux charmes de Billy Zero, un garçon ténébreux à l'allure androgyne, et se convainc qu'il est lui aussi follement amoureux d'elle. Lorsque Sonny prend la fuite et que c'est elle qu'on blâme, Tracey décide de quitter sa famille. Sur sa route, la jeune fille fait la rencontre de diverses personnes aux comportements étranges...

## Fiche technique
- Titre : The Tracey Fragments
- Réalisation : Bruce McDonald
- Scénario : Maureen Medved, d'après son roman
- Producteur : Sarah Timmins
- Producteur associé : Kryssta Mills
- Producteurs exécutifs : Paul Barkin, Phyllis Laing et Derek Rappaport
- Musique : Broken Social Scene
- Directeur de la photographie : Steve Cosens
- Montage : Jeremiah L. Munce et Gareth C. Scales
- Distribution des rôles : Sara Kay et Jenny Lewis
- Création des décors : Ingrid Jurek
- Direction artistique : Pierre Bonhomme
- Décorateur de plateau : Friday Myers
- Création des costumes : Lea Carlson
- Budget : 750 000 dollars canadien
- Pays :  Canada
- Langue : anglais
- Dates et lieux de tournage : mars 2006 à Toronto[1]
- Format : 1.85:1 - 35mm - Couleur - Dolby Digital
- Genre : Drame
- Durée : 77 minutes
- Dates de sortie en salles : 
  -  Allemagne : 8 février 2007 (festival de Berlin)
  -  France : 17 mai 2007 (Marché du film de Cannes)
  -  Canada : 12 septembre 2007 (Festival international du film de Toronto) • 2 novembre 2007 (sortie limitée)

## Distribution
- Elliot Page : Tracey Berkowitz (crédité Ellen Page)
- Kate Todd : Debbie Dodge
- Ryan Cooley : David
- Libby Adams : Young Tracy Berkowitz
- Ari Cohen : Mr. Berkowitz
- Maxwell McCabe-Lokos : Lance
- Zie Souwand : Sonny Berkowitz
- Derek Scott : Headstand Johnny
- Slim Twig : Billy Zero
- Julian Richings : Dr. Heker

## Autour du film
- Le film fut tourné en seulement 14 jours[2].